# Kadriorg
Kadriorg is een subdistrict of wijk (Estisch: asum) binnen het stadsdistrict Kesklinn in Tallinn, de hoofdstad van Estland. De wijk telde 5.421 inwoners op 1 januari 2020. De naam is afgeleid van het Duitse Catherinenthal (ook wel Katharinenthal), de naam voor het dal in deze wijk waarin het paleis van tsarina Catharina I van Rusland staat. Kadriorg grenst in het noordwesten aan de Baai van Tallinn, een deel van de Finse Golf.

## Geschiedenis

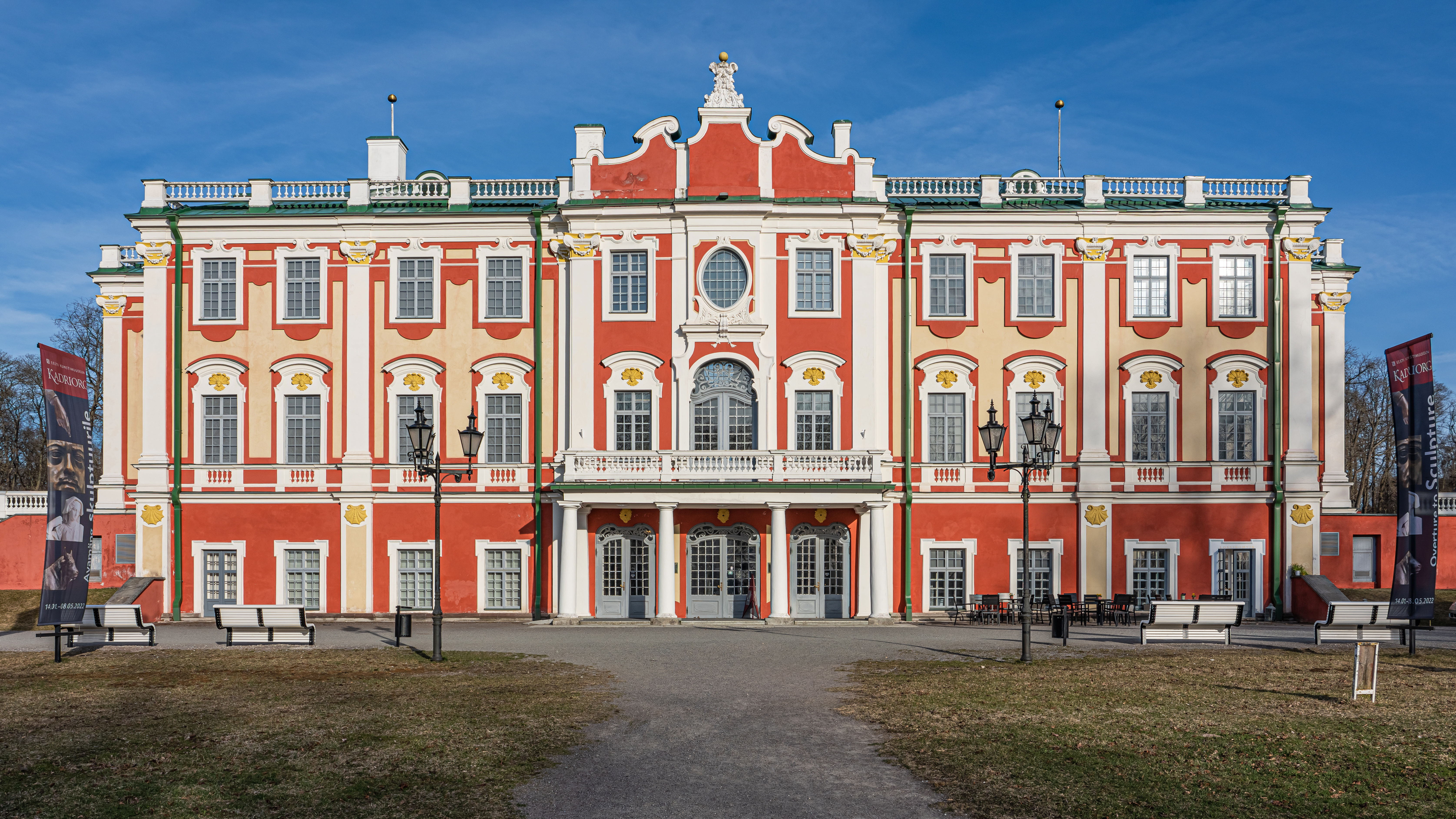
Het Kadriorgpaleis

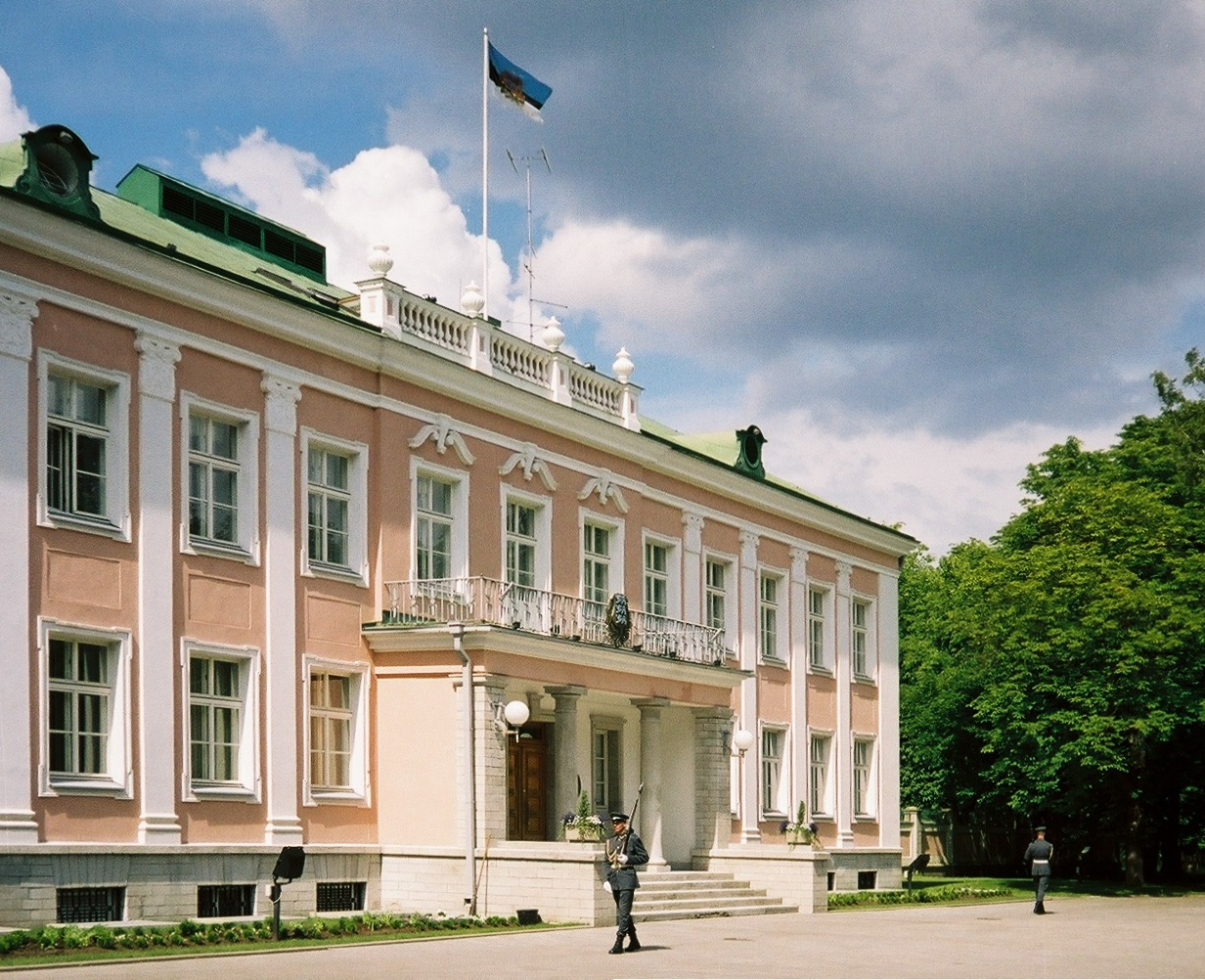
De ambtswoning van de Estische president

In 1710 veroverde het Keizerrijk Rusland onder tsaar Peter de Grote Zweeds Estland op Zweden. In 1714 kocht de tsaar in een dal nabij Reval (de toenmalige naam voor Tallinn) een eenvoudige driekamerwoning, waar hij verbleef als hij Reval bezocht. In de zomer van 1718 begonnen de bouwwerkzaamheden voor een paleis in barokstijl met een bijbehorend park. De tsaar doopte het dal, dat lag tussen het kalksteenplateau van Lasnamäe en de Baai van Tallinn, Catherinenthal naar zijn tweede vrouw, tsarina Catharina. De architect was de Italiaan Niccolò Michetti (1675–1758), die later ook betrokken was bij de bouw van het Paleizencomplex in Peterhof. In 1722 werden in het park 550 bomen geplant. Bij de dood van de tsaar in 1725 was het gebouw nog niet af. Catharina I toonde ook weinig interesse in het gebouw. Pas in 1827 liet tsaar Nicolaas I het Kadriorgpaleis (Estisch: Kadrioru loss) afbouwen en tegelijk het al bestaande gedeelte restaureren. Sindsdien verbleef de familie van de tsaar er af en toe.
Het Kadriorgpaleis diende in de tijd van de Republiek Estland (1918-1940) eerst als kunstmuseum en later als presidentieel paleis. President Konstantin Päts liet het verbouwen; zo ontstond de banketzaal. Zijn plan om van het paleis en het omringende park privébezittingen te maken kon hij dankzij massale protesten niet doorzetten. In de late jaren dertig werd op een steenworp afstand een nieuw presidentieel paleis gebouwd, ontworpen door de architect Alar Kotli. President Päts woonde daar tussen 1938 en zijn deportatie in 1940.
Tijdens de Sovjetbezetting was het Kadriorgpaleis weer een kunstmuseum. Het presidentiële paleis was een dependance. In 1991, toen Estlands onafhankelijkheid was hersteld, ging het museum dicht. Door gebrek aan onderhoud verkeerde het Kadriorgpaleis in een deplorabele staat. Het presidentieel paleis werd weer als zodanig in gebruik genomen toen Lennart Meri president was geworden.
In de volgende jaren werd in het Kadriorgpark een nieuw kunstmuseum gebouwd en werd het Kadriorgpaleis gerestaureerd. De kunstcollectie werd tijdelijk ondergebracht in het Huis van de Estlandse Ridderschap in het oude centrum van Tallinn. Het nieuwe museum KUMU (een afkorting van Kunstimuuseum) opende in 2006 zijn deuren. Het Kadriorgpaleis was al in 2000 weer opengegaan. Het is nu een dependance van Kumu; hier is de afdeling ‘buitenlandse kunst’ gevestigd.
Het Kadriorgpark beslaat een oppervlakte van 1 km² en is al sinds de aanleg openbaar toegankelijk. Dat was de uitdrukkelijke wens van tsaar Peter de Grote. Behalve de twee paleizen en het Kumu staat in het park een standbeeld van Friedrich Reinhold Kreutzwald, de schrijver van Estlands nationale epos Kalevipoeg. Het Peter de Grotehuis, het huisje waar Peter de Grote verbleef tijdens zijn bezoeken aan Reval/Tallinn, is tegenwoordig een museum gewijd aan zijn leven.
In de buurt van het park vestigden zich al tijdens de bouw van het paleis de bouwvakkers. Later werden er huisjes gebouwd voor het personeel. Tot in de 19e eeuw bestond Kadriorg buiten het park voornamelijk uit houten arbeidershuisjes. Dat veranderde toen zwemmen in de mode kwam en de inwoners van Tallinn het strand van Kadriorg ontdekten. Rijkere burgers lieten er huizen bouwen. Dat de familie van de tsaar af en toe vakantie hield in Kadriorg, droeg bij aan de aantrekkingskracht van Kadriorg als woonoord. Ook vandaag de dag is het nog een prestigieuze wijk om in te wonen.

## Kadriorg nu
De wijk bestaat vandaag uit doorgaans goed onderhouden houten en stenen huizen uit de 19e en 20e eeuw. Naast Kumu en het Peter de Grotehuis heeft de wijk nog meer musea, bijvoorbeeld gewijd aan de kunstverzamelaar Johannes Mikkel en de dichteres Lydia Koidula.
In het zuiden van de wijk ligt het Kadrioru Stadion (Estisch: Kadrioru Staadion), waar de voetbalclub FC Levadia Tallinn speelt. In het noorden ligt het ‘zangstadion’ (Estisch: lauluväljak), waar regelmatig muziekuitvoeringen plaatsvinden, zowel volksmuziek als popmuziek. Eens in de vijf jaar vindt hier het Estische Zangfeest plaats. Het huidige stadion dateert uit 1960.
Aan de rand van het Kadriorgpark, bij de zee, staat een monument voor het schip Russalka (‘Zeemeermin’), dat in 1893 verging terwijl het onderweg was van Tallinn naar Helsinki. Alle 177 opvarenden kwamen daarbij om. Het monument is van de hand van de Estische beeldhouwer Amandus Adamson. Het staat hier sinds 7 september 1902. Het beeld boven op het monument is een engel met een Russisch kruis.
In de noordpunt van de wijk staat een verzameling sculpturen met in het centrum een obelisk uit dolomiet. Dit is de Maarjamäe-gedenkplaats (Estisch: Maarjamäe memoriaal), genoemd naar de aanpalende wijk Maarjamäe, maar nog net op het grondgebied van Kadriorg. De bouw van de gedenkplaats begon in 1960 en ze is nooit helemaal afgemaakt. Oorspronkelijk was ze bedoeld om de terugtrekking van de Russische vloot van Tallinn naar Kronstadt te herdenken, die plaatsvond in de Eerste Wereldoorlog. Dankzij de inzet van ijsbrekers werd de vloot veiliggesteld voor de oprukkende Duitsers. Later, in 1975, kwamen daar sculpturen bij om de soldaten van het Rode Leger te herdenken die in de Tweede Wereldoorlog waren gesneuveld.
Tijdens die oorlog was op deze plaats een begraafplaats voor gesneuvelde Duitsers; na de oorlog werden de grafstenen verwijderd en werd het terrein geëgaliseerd. Na de bouw van het monument bleef nog een deel van de begraafplaats braak liggen. In 1998 richtte de Volksbund Deutsche Kriegsgräberfürsorge daar een gedenkplaats in voor de meer dan 2000 Duitse soldaten die op het terrein begraven liggen. Deze bestaat uit een 5,5 meter hoog kruis, 24 stenen met de namen van de gevallenen en 25 groepen van steeds drie kruisen verspreid over het terrein.
Niet ver van de Maarjamäe-gedenkplaats staat het vroegere landhuis Maarjamäe, ooit de kern van het landgoed Maarjamäe, dat nu voor het grootste deel de gelijknamige wijk vormt. Het landhuis is gebouwd in 1874. Na de Eerste Wereldoorlog werd in het gebouw het Nederlandse consulaat gevestigd. In 1932 werd het gebouw een hotel-restaurant; in 1937 kreeg het een militaire bestemming. Na de Tweede Wereldoorlog werden in het landhuis appartementen ingericht.
In 1975 besloten de toenmalige autoriteiten het gebouw in gebruik te nemen als museum voor de geschiedenis van de Estische Socialistische Sovjetrepubliek. De collectie van het museum moest aansluiten op de Maarjamäe-gedenkplaats. Sinds 1995 is in het gebouw het Museum voor Estische Geschiedenis gevestigd. Een deel van het museum is gewijd aan het leven van Estlands eerste president Konstantin Päts. In het park dat bij het landhuis hoort, staan of liggen enkele beelden uit de tijd van de Sovjetbezetting, onder andere van Sovjetsoldaten, Vladimir Lenin, Jozef Stalin en de Estische communist Viktor Kingissepp.
Kadriorg heeft tramverbindingen met de wijken Kopli (lijn 1) en Tondi (lijn 3).

## Foto’s

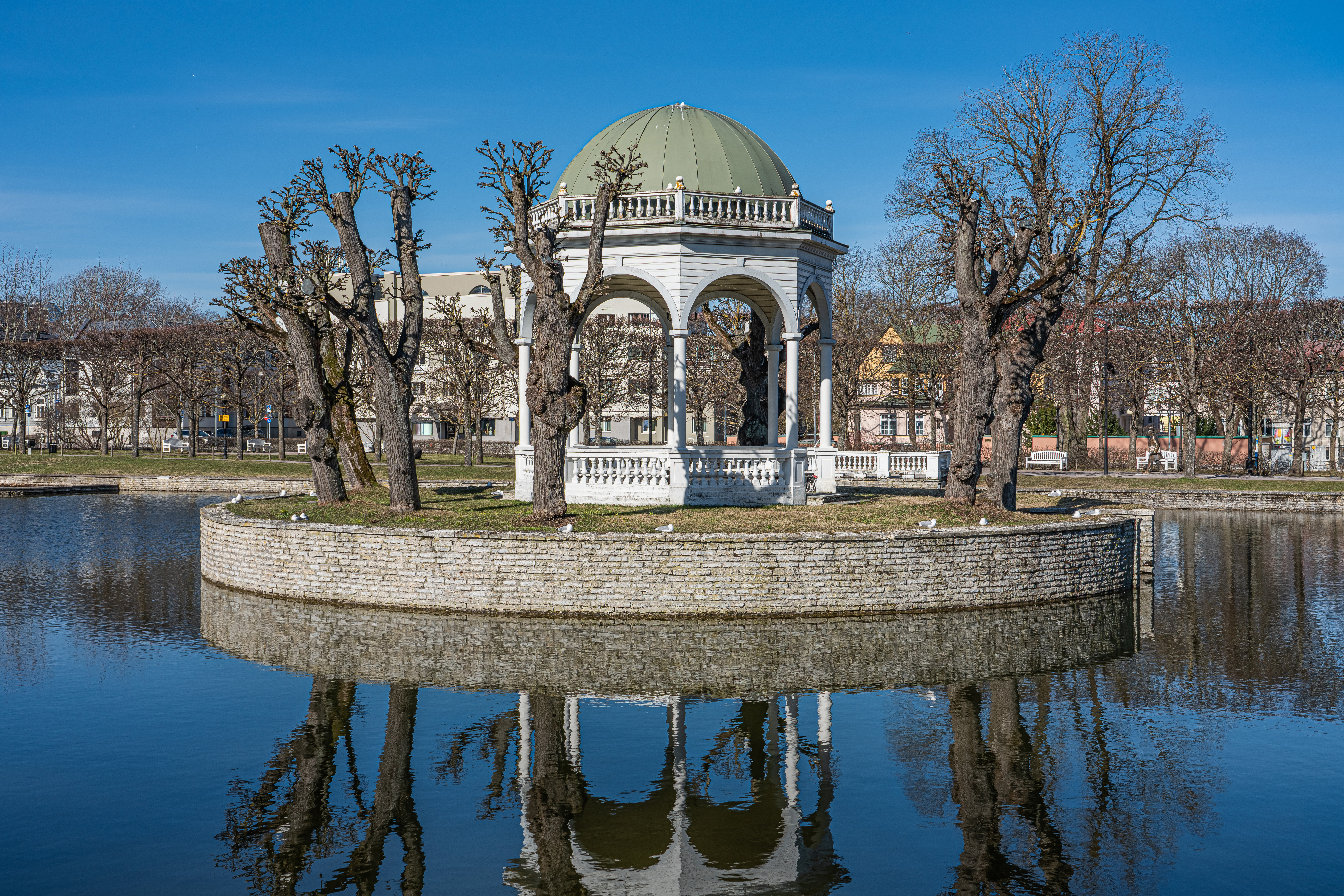
Vijver in het Kadriorgpark
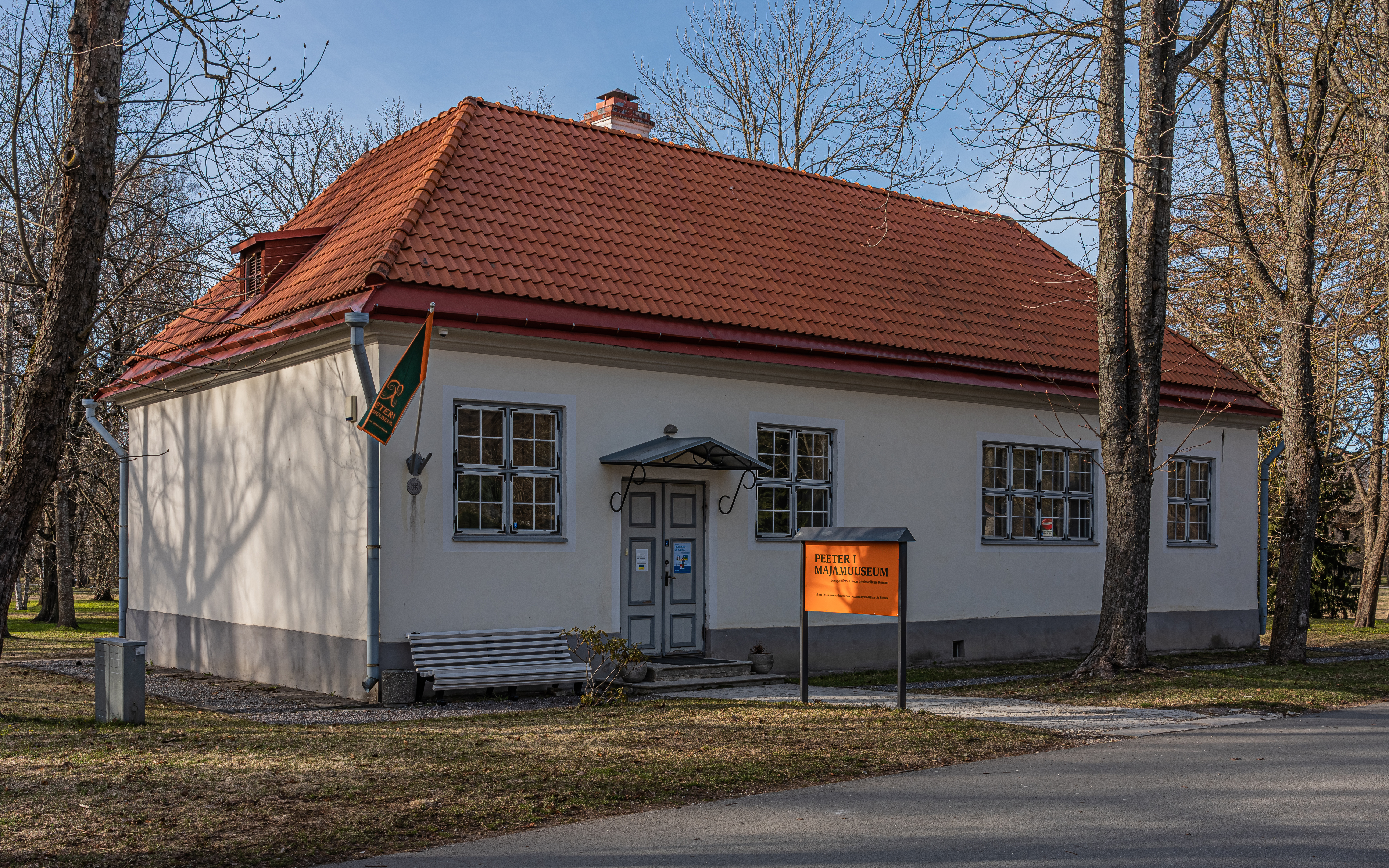
Het huis van Peter de Grote
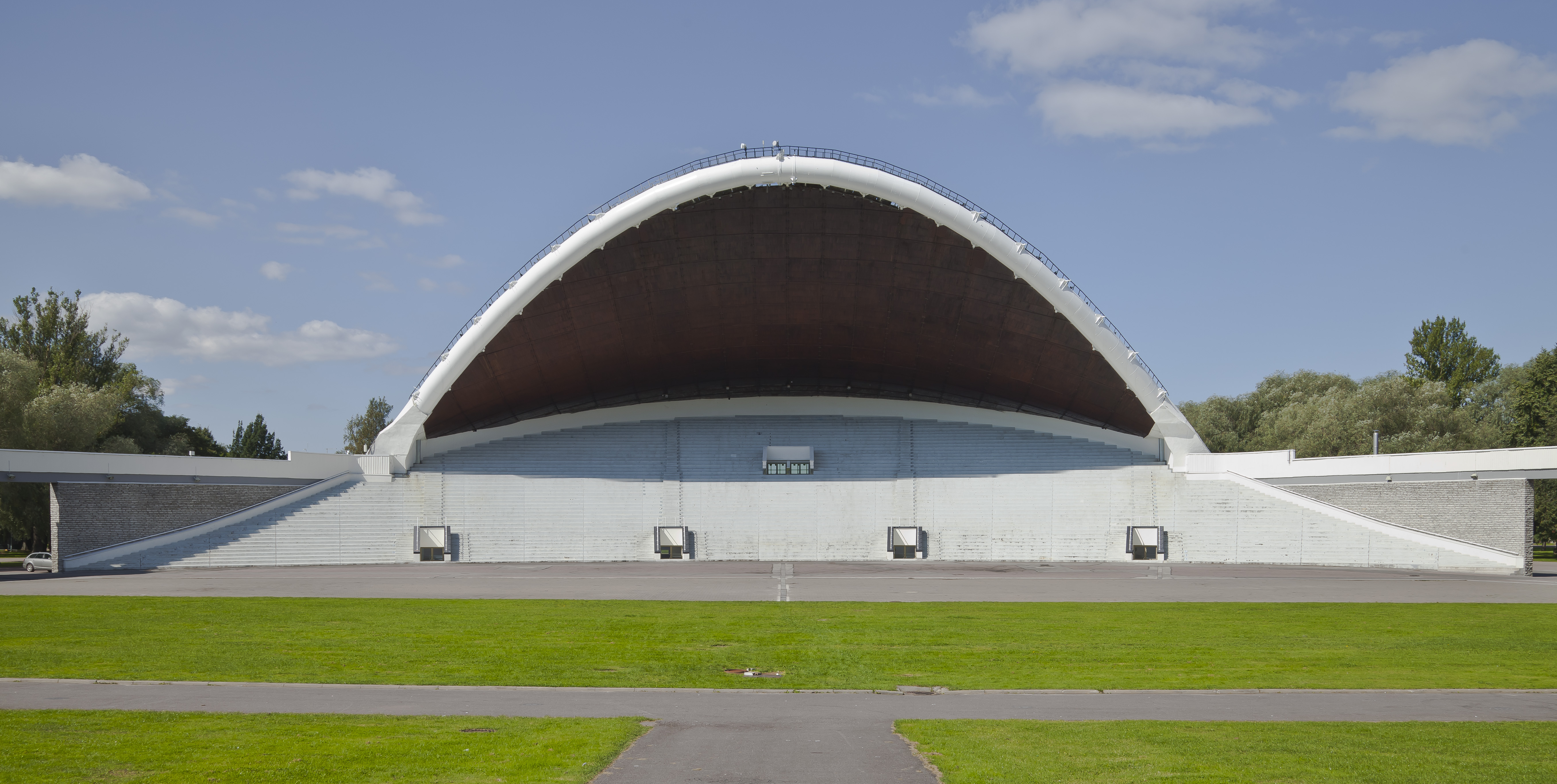
Het zangstadion (foto: Diego Delso)
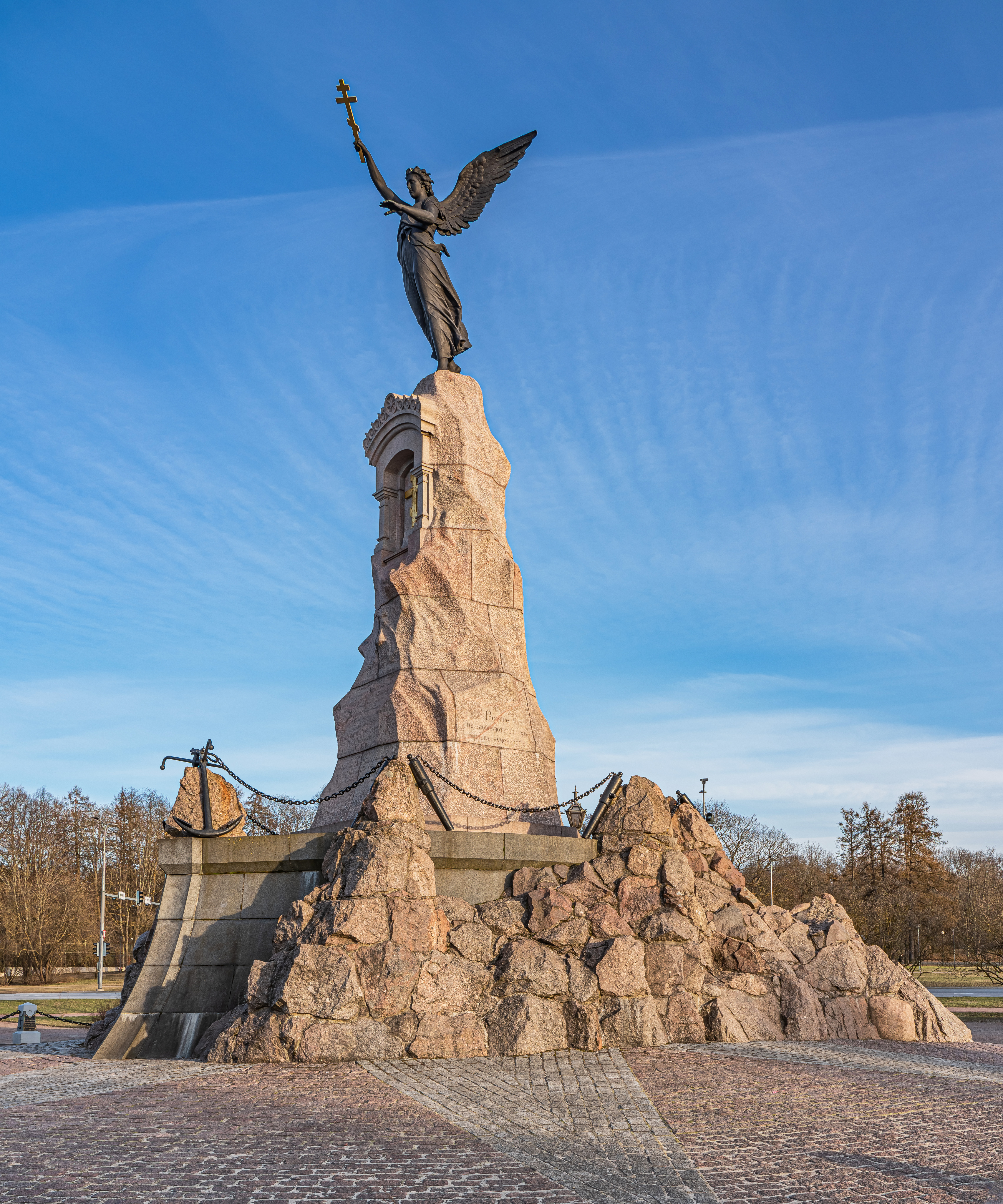
Monument voor de Russalka
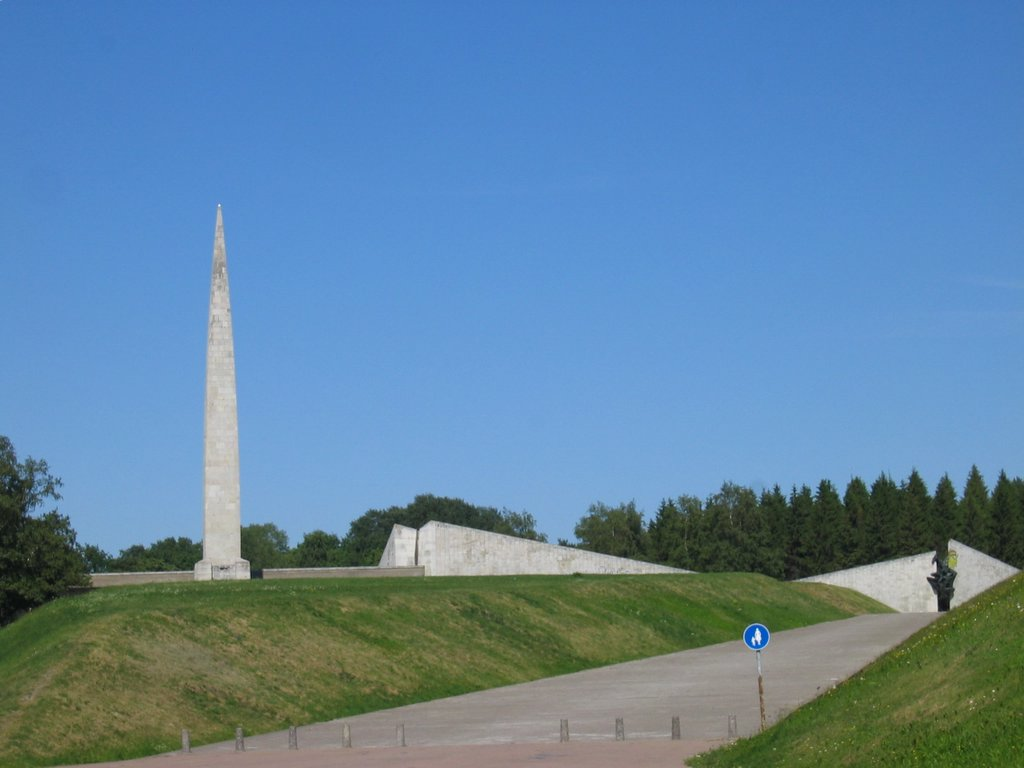
De Maarjamäe-gedenkplaats
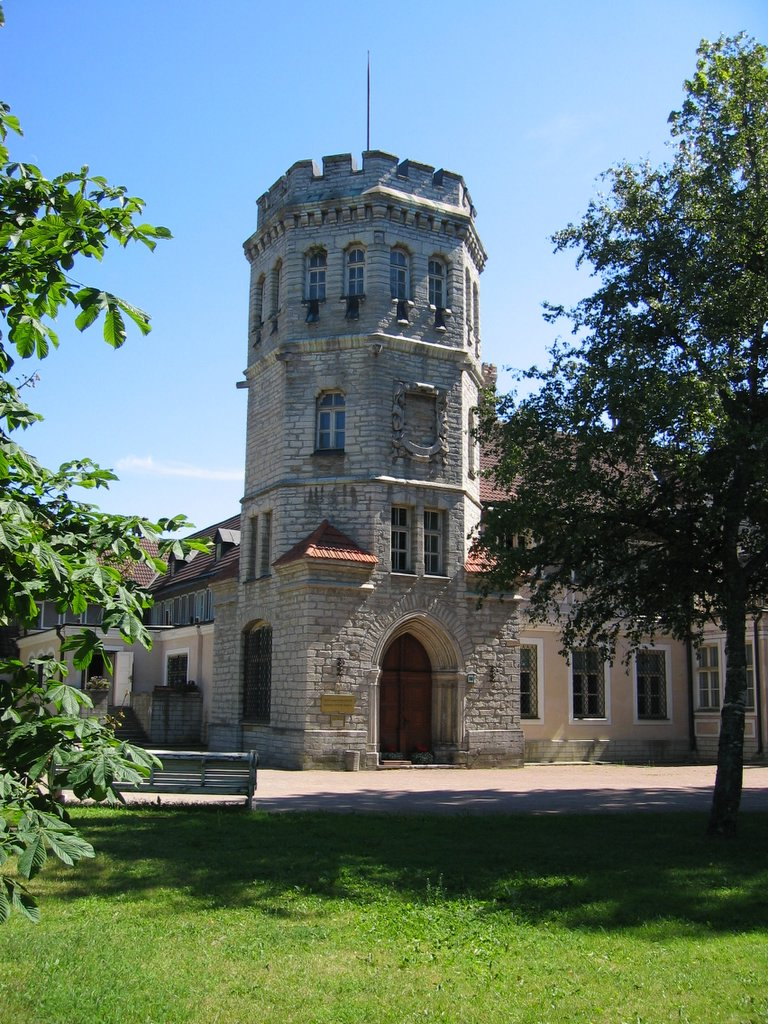
Het Museum voor Estische Geschiedenis in het vroegere landhuis Maarjamäe
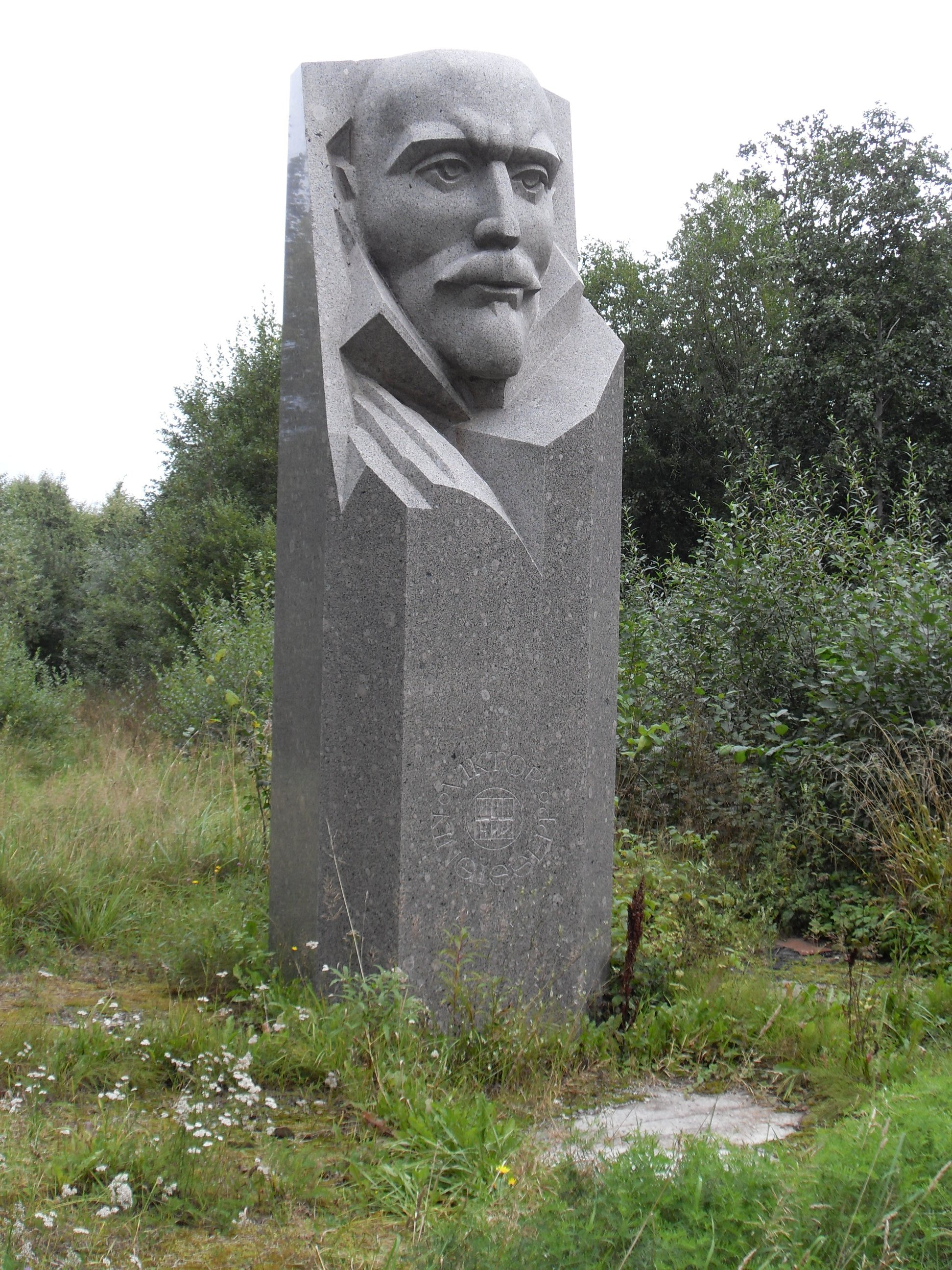
Borstbeeld van Viktor Kingissepp in het park bij het Museum voor Estische Geschiedenis